# Pohirți, Sambir
Pohirți (în ucraineană Погірці) este localitatea de reședință a comunei Pohirți din raionul Sambir, regiunea Liov, Ucraina.

## Demografie
Componența lingvistică a localității Pohirți
     Ucraineană (99,82%)
     Alte limbi (0,12%)
Conform recensământului din 2001, majoritatea populației localității Pohirți era vorbitoare de ucraineană (99,82%), existând în minoritate și vorbitori de alte limbi.